# Чиснъдие
Чиснъдие (на румънски: Cisnădie; на немски: Heltau, Хелтау, трансилвански саксонски: Hielt, Хилт, на унгарски: Nagydisznód, Нагидишнод) е град в Румъния, област Трансилвания, окръг Сибиу. Намира се на около 10 км от Сибиу. Към 2002 г. градът има население 17 871 души. Село Чиснъдиоара в администрирано от града.

## История
Чиснъдие е споменат за първи път през 1204 г. под името Риветел. Смята се, че местността е заселена от саксонци през 12 век. През 1323 г. е споменато за първи път и немското име на града - Хелтау. Чиснъдие преживява своя разцвет главно заради ковачите и предачите на вълна (преденето е основен работодател в града до 20 век, когато са създадени големи текстилни фабрики).
Чиснъдие преживява повечето от събитията в бурната история на Трансилвания. Градът е нападнат няколко пъти, започвайки от монголското нашествие през 1241 г. и свършвайки с османските атаки. Те обаче нито го опожаряват, нито го разрушават, нито агитират жителите му политически. През 1806 г. австрийският император Франц II подновява търговските права на Чиснъдие, помагайки за просперитета му.
След Втората световна война голяма част от немското население на града е депортирано в СССР.
През 1948 г., заради социалистическия режим, всички фабрики са национализирани. След падането му по-голямата част от тях фалират, но в последните години се наблюдава икономическо съживяване.

## Забележителности
Най-важната архитектурна забележителност на Чиснъдие е укрепения комплекс, намиращ се в центъра. Построен е през 12 век като романска базилика, която през 15 век е укрепена от саксонското население срещу османските нашествия. Укрепителният процес се съставлявал в изграждане на укрепени кули до дват входа и до олтара, построяване на двойни стени, ров и няколко кули по стените. По времето на фортификацията църквата получила готическо влияние. Олтарът в лютерантската църква, център на целия комплекс, е един от трите олтара на школата на Файт Стос младши.
Укрепеният комплекс е много добре запазен и предлага много тематични изложби:
- Музей „12 века Чиснъдие“
- Музей на средновековните укрепителни съоръжения
- Музей на комунистическа Румъния
- няколко картинни експозиции

## Галерия
- Изглед от Чиснъдие
- Укрепената църква